# 리사 곰리
리사 곰리(Lisa Gormley, 1984년 9월 29일 ~ )는 잉글랜드 출생 오스트레일리아의 배우이다. 전직 비행 승무원 출신이다.